# Грејам Бекел
Грејам Стјуарт Бекел (енгл. Graham Stuart Beckel; Олд Лајм, Конетикат, 22. децембар 1949) амерички је позоришни, филмски и ТВ глумац.
Познат је по гостовању на телевизији, али је имао и улоге у неколико великих филмова. Познат је по улогама Френклина Форда у драмском филму Папирната трка и Дика Стенсланда у филму Поверљиво из Л. А. Кертиса Хенсона. Такође је играо Џека Фиска у Свемирска крстарица Галактика и Хала Сандерса у Херојима. Бекел се такође појавио у филмовима Астронаут фармер, Џенифер 8, Напуштајући Лас Вегас, Булворт, Посрнули, Пандур лоповских навика, Перл Харбор, Планина Броукбек, План за бег, Ноћне звери, поред многих.